# Chrysocephalum eremaeum
Chrysocephalum eremaeum là một loài thực vật có hoa trong họ Cúc. Loài này được (Haegi) Anderb. mô tả khoa học đầu tiên năm 1991.